# Géo André
Georges Yvan „Géo“ André (13. srpna 1889, Paříž – 4. května 1943, Mateur, Francouzské Tunisko) byl všestranný francouzský atlet a hráč ragby. Jako atlet se zúčastnil čtyř letních olympijských her v rozmezí let 1908 až 1924 a získal na nich dvě medaile: stříbrnou ve skoku vysokém na 4. letních olympijských hrách v Londýně 1908 a bronzovou s družstvem Francie ve štafetě na 4 × 400 m na 7. letních olympijských hrách v Antverpách 1920.

## Osobní život
Jako příslušník 103. pěšího pluku byl v srpnu 1914 mobilizován a zúčastnil se válečných bojů za 1. světové války, přičemž byl vážně zraněn a zajat Němci, ze zajetí se mu po několika neúspěšných pokusech podařilo utéci a záhy se opět účastnil vojenských operací, tentokrát už jako stíhací pilot u letky des Cigognes (Čápi). Válečné zranění, při němž kulka prošla kotníkem, si vyžádalo po skončení války dlouhou rehabilitaci, ale André se zotavil nečekaně rychle a dobře.
Od počátku 20. let se živí jako sportovní novinář v řadě časopisů, v žurnále Miroir des sports byl v letech 1920 – 1939 vedoucím atletické redakce, pravidelně vydává výroční sportovní almanach L'As a v roce 1936 knihu La Course à pied. Vitesse.
Za druhé světové války se roku 1940 ocitá v Alžírsku, kde se stává členem pěchoty francouzských odbojových jednotek, o tři roky později je už opět jako letec zabit v boji v Tunisku. V pařížské ulici Marguerin má na domě čp. 9, kde žil, pamětní desku, jeho jméno nese řada stadiónů ve Francii.
Letcem byl i jeho syn Jacques André (1919 – 1988), před válkou byl mistrem Francie na běh na 400 m překážek, za války létal po smrti svého otce v letce Normandie-Němen, což mu kromě jiných vyznamenání přineslo i titul Hrdina SSSR.

## Účast na olympijských hrách
Na olympijských hrách v roce 1908 v Londýně se André prezentoval ve dvou soutěžích. 21. července probíhal závod ve skoku vysokém, v kvalifikaci André skočil 188 cm, což byl společně s Britem Conem Leahym druhý nejlepší výkon. Výkony z kvalifikace se počítaly i pro finále, v němž 188 cm skočil ještě Maďar István Somodi. Olympijským vítězem se stal v novém olympijském rekordu 190 cm Američan Harry Porter, André, Leahy a Somodi skončili na děleném druhém místě a byli ohodnoceni stříbrnými medailemi. Ve skoku vysokém z místa opět dominoval Ray Ewry (157 cm), André skočil o 10 cm méně a skončil na děleném 5. místě.
Na olympijských hrách ve Stockholmu 1912 se André rozhodl soutěžit v pěti disciplínách. V běh na běhu na 110 metrů překážek byl postup do semifinále formalitou, v semifinále však byl André poražen dvěma Američany, postoupil pouze jediný – John Case. Ve skoku vysokém se Andrému vůbec nedařilo, kvalifikační výkon 170 cm zdaleka nestačil na finále. Ve skoku vysokém z místa dopadl obdobně, na postup bylo třeba skočit 150 cm, André skočil o 5 cm méně. Pětiboj se uskutečnil zvláštním způsobem. Všichni přihlášení startovali ve třech disciplínách, nejlepších dvanáct navíc házelo diskem a nejlepších šest pak běželo 1500 metrů. André skočil do dálky 598 cm, oštěpem hodil 34.83 m a běh na 200 m uběhl za 24.6 s, čímž skončil na celkovém 22. místě. Soutěž v desetiboji již byla shodná se současnou, ale proběhla ve třech dnech. Géo André měl tyto výkony: 100 m 11.6 s (10. místo), dálka 560 cm (26.), koule 9.90 m (20.) , skok vysoký 175 cm (4.), 400 m 54.5 s (10.), hod diskem 25.37 m (17.), 110 m překážek 16.4 s (4. místo) – a André další marný boj o přední umístění vzdal.
Po vyléčení válečného zranění přijel André na olympijské hry 1920 konané v Antverpách. Tentokrát už se soustředil na čtvrtkařské běhy. Na hladkých 400 m si pohlídal postup ze základních rozběhů i čtvrtfinále, ale v semifinálovém běhu skončil časem 50.5 s až na pátém místě. Mnohem lépe se mu vedlo na překážkách, zvítězil ve svém rozběhu a v semifinále si druhým místem pojistil postup do finále. Ze šesti účastníků byli dva diskvalifikováni, André už na soupeře nestačil, ale 4. místo (56.2 s) bylo úspěchem. Ve štafetě na 4 × 400 m byly rozběhy formální, všech šest přihlášených štafet šlo do finále.To skončilo vítězstvím Velké Británie před Jižní Afrikou, Francouzi Géo André, Gaston Fiera, Maurice Delvart a André Devaux se protlačili před USA těsně na bronzovou medaili.
André si nemohl ujít olympijské hry 1924 konané doma v Paříži. Běžel jen 400 m překážek. Přes rozběh i semifinále se kvalifikoval do finále, kde opět skončil na 4. místě.

## Ostatní sportovní úspěchy
Géo André byl do roku 1908 členem klubu Stade Français a poté Racing Club de France. O jeho všestrannosti svědčí i atletické disciplíny, v nichž se představil na olympiádách: skok daleký, skok vysoký, 400 m, 110 m překážek, 400 m překážek, pětiboj, desetiboj či skok vysoký z místa. Při zahajovacím ceremoniálu 8. letních olympijských her v Paříži byl poctěn funkcí vlajkonoše Francie a složil také slavnostní přísahu sportovců.
Čtyřikrát vyhrál národní mistrovství na 110 m překážek (1908, 1914, 1919 a 1922), pětkrát běh na 400 m překážek (1913, 1914, 1919, 1920 a 1922), šestkrát skok vysoký (1907 – 1909, 1911, 1914 a 1919) a šestkrát traké skok vysoký z místa (1909, 1911, 1912, 1914, 1919, 1920). Byl držitelem národních rekordů na 110 m překážek, 400 m překážek, ve skoku vysokém i se štafetou na 4 × 400 m. V letech 1913 – 1914 byl členem národního ragbyového týmu Francie.